# Damm (Meclemburgo-Pomerania Anteriore)
Damm è una località del comune di Parchim nel Meclemburgo-Pomerania Anteriore, in Germania.

Appartiene al circondario di Ludwigslust-Parchim ed è parte dell'Amt Parchimer Umland.
Già comune autonomo, il 25 maggio del 2014 è stato incorporato al comune di Parchim.